# Geostrofische wind
De geostrofische wind is een theoretische wind waarvan sprake is wanneer de corioliskracht precies gelijk is aan de drukgradiëntkracht. In een dergelijke situatie van "geostrofisch evenwicht" is de richting van de wind precies evenwijdig aan de isobaren. In de praktijk doet een dergelijke situatie zich zelden voor, als gevolg van factoren als wrijving en de middelpuntvliedende kracht. Buiten de tropen wijkt de situatie in de atmosfeer hier echter vaak niet echt veel van af en is er dus sprake van een geostrofisch bijna-evenwicht. Om deze reden wordt bij het opstellen van weermodellen voor gebieden buiten de tropen toch vaak uitgegaan van een geostrofische wind. De echte kracht van de wind op één bepaalde plek, die van zichzelf zeer moeilijk te meten is, kan op deze manier wel worden benaderd.

## Beschrijving
De geostrofische wind {\displaystyle (u_{g},v_{g})}  kan aan de hand van primitieve vergelijkingen als volgt wiskundig worden beschreven:
{\displaystyle u_{g}=-{g \over f}{\partial Z \over \partial y}}
{\displaystyle v_{g}={g \over f}{\partial Z \over \partial x}}
Hierin is g de versnelling als gevolg van de zwaartekracht (9,81 m·s−2), f de coriolisparameter (variabel met de breedtegraad) en Z de hoogte van het geopotentiaal. De geldigheid van deze wiskundige benadering hangt af van het plaatselijke Getal van Rossby. Aan de evenaar zijn de hier gegeven vergelijkingen niet bruikbaar omdat f dan gelijk zou zijn aan 0.